# Lipót Fejér
Lipót Fejér, född 9 februari 1880, död 15 oktober 1959, var en ungersk matematiker.
Lipót Fejér blev professor vid universitetet i Budapest 1911. Han har lämnat viktiga bidrag inom olika områden av den matematiska analysen. Fejérs undersökningar över fourierska serier har spelat en avgörande roll. Han summerade dessa serier genom aritmetiska medier, vilka ha mycket enklare egenskaper än de vanliga delsummorna och bland annat alltid konvergera och ange funktionsvärdet i funktionens kontinuitetspunkter.

## Utmärkelser
- Corvinuskransen,  1930
- Hedersdoktor vid Brown University,  1933[3]
- Kossuthpriset,  1948[3]
- Ungerska förtjänstorden,  1950[3]
- Hedersdoktor vid Eötvös Loránduniversitetet

[Redigera Wikidata]